# Jean-Paul de Rocca Serra
Pour les articles homonymes, voir Rocca Serra.
 (janvier 2018).
Si vous disposez d'ouvrages ou d'articles de référence ou si vous connaissez des sites web de qualité traitant du thème abordé ici, merci de compléter l'article en donnant les références utiles à sa vérifiabilité et en les liant à la section « Notes et références ».
Jean-Paul de Rocca Serra (surnommé sur l'île le renard argenté) est un homme politique (UDR puis RPR) corse né le 11 octobre 1911 à Bonifacio (Corse-du-Sud) et mort le 6 avril 1998 à Paris 14e.

## Biographie
Il est le fils du docteur Camille de Rocca Serra, lui-même député-maire de Porto-Vecchio.
Docteur en médecine, il a occupé plusieurs mandats politiques. Après un échec aux législatives de 1951, il est sénateur de 1955 à 1962 ; il est battu, mais immédiatement réélu député à l'Assemblée nationale de 1962 à son décès. Son élection est invalidée en 1963, puis en 1967, mais les deux fois, il est réélu à l'élection partielle.
En 1981, il est candidat à la présidence de l'Assemblée nationale (battu par le socialiste Louis Mermaz). De 1984 à 1998, il a été président de l'assemblée de Corse. Il a aussi été maire de Porto-Vecchio pendant 47 ans, de 1950 à 1997.
Dès 1988, il prépare son fils unique Camille de Rocca Serra à sa succession dans la politique insulaire en le présentant sous l'étiquette RPR au poste de conseiller général du canton de Porto-Vecchio, poste qu'il occupait depuis 1949. Il a été brièvement président du conseil général de Corse de 1951 à 1953. Son épouse née Renée Pietri est décédée en 2014 à l'âge de 101 ans.